# Jacob Tamme
Jacob Tamme (Lexington, 15 marzo 1985) è un giocatore di football americano statunitense che gioca nel ruolo di tight end per gli Atlanta Falcons della National Football League (NFL). fu scelto nel corso del quarto giro (127º assoluto) del Draft NFL 2008 dagli Indianapolis Colts. Al college ha giocato a football all'Università del Kentucky.

## Carriera professionistica

### Indianapolis Colts
Tamme fu scelto dagli Indianapolis Colts nel quarto giro del Draft 2008. Il 23 luglio 2008 firm un contratto quadriennale.
Dopo la settimana 7 della stagione 2010, Dallas Clark fu inserito in lista infortunati a causa di un infortunio al polso e Tamme prese il suo posto come tight end titolare. Tamme giocò bene al suo posto e terminò la stagione con i propri primati in carriera con 67 ricezioni per 631 yard e 4 touchdown. Le sue cifre scesero nella stagione successiva a causa dell'assenza del quarterback titolare Peyton Manning.

### Denver Broncos
Il 23 marzo 2012, Tamme firmò con i Denver Broncos. Nella prima stagione nella nuova franchigia ricevette 52 passaggi per 555 yard e 2 touchdown. Nella stagione 2013 segnò il suo primo touchdown quando nella settimana 12 giocò al posto dell'infortunato tight end titolare Julius Thomas.
Il 19 gennaio, nella finale della AFC, Tamme segnò un touchdown e i Broncos batterono i New England Patriots qualificandosi per il Super Bowl XLVIII, la prima presenza della franchigia dal 1998, dove furono sconfitti dai Seattle Seahawks.
Il primo touchdown del 2014, Tamme lo segnò nella settimana 2 nella vittoria in casa sui Kansas City Chiefs. Andò a segno anche la domenica successiva, nella sconfitta ai supplementari in casa dei Seahawks.

### Atlanta Falcons
IL 19 marzo 2015, Tamme firmò con gli Atlanta Falcons.

## Palmarès

### Franchigia
- American Football Conference Championship: 2

Indianapolis Colts: 2009
Denver Broncos: 2013
- National Football Conference Championship: 1

Atlanta Falcons: 2016

## Statistiche
| Partite totali         | 107   |
| Partite da titolare    | 23    |
| Ricezioni              | 178   |
| Yard su ricezione      | 1.703 |
| Touchdown su ricezione | 10    |

Statistiche aggiornate alla stagione 2014